# Juhi Chawla
Juhi Chawla (født 13. november 1967) er en indisk bollywoodskuespiller fra Punjab, Indien. Hun debuterede i filmen Sultanat i 1986. Juhi Chawla har udover at medvirke i film også været producer. I 1984 vandt hun prisen for nationaldragt i Miss Universe-konkurrencen.

## Filmografi
- 1986: Sultanat
- 1988: Qayamat Se Qayamat Tak
- 1988: Duplicate
- 1989: Love, Love, Love
- 1989: Chandni
- 1990: Swarg
- 1990: Zahreelay
- 1990: Tum Mere Ho
- 1991: Benaam Badsha
- 1991: Karz Chukana Hai
- 1991: Bhabhi
- 1992: Daulat Ki Jung
- 1992: Raju Ban Gaya Gentleman
- 1992: Radha Ka Sangam
- 1992: Bol Radha Bol
- 1993: Hum Hain Rahi Pyaar Ke
- 1993: Lootere
- 1993: Aaina
- 1993: Darr
- 1993: Kabhi Haan Kabhi Naa (Special appearance)
- 1993: Izzat Ki Roti
- 1994: Saajan Ka Ghar
- 1995: Naajayaz
- 1995: Ram Jaane
- 1997: Yes Boss
- 1997: Ishq
- 1997: Deewana Mastana
- 1997: Mr.and Mrs.Khiladi
- 1998: Jhooth Bole Kauwa Kaate
- 1998: Duplicate
- 1999: Arjun Pandit
- 1999: Safari
- 2000: Phir Bhi Dil Hai Hindustani
- 2001: One 2 Ka 4
- 2001: Ek Rishtaa
- 2001: Aamdani Atthani Kharcha Rupaiya
- 2003: 3 Deewarein
- 2003: Jhankaar Beats
- 2005: Des Hoyaa Pardes
- 2005: My Brother Nikhil
- 2005: Khamoshh … Khauff Ki Raat
- 2005: Paheli
- 2005: 7½ Phere
- 2005: Dosti: Friends Forever
- 2006: Bas Ek Pal
- 2006: Waris Shah: Ishq Daa Waaris
- 2007: Salaam-e-Ishq
- 2007: Swami
- 2007: Om Shanti Om (Special appearance)
- 2008: Krazzy 4
- 2008: Bhoothnath
- 2008: Kismat Konnection
- 2009: Luck by Chance
- 2009: Kal Kissne Dekha
- 2010: I Am
- 2010: Lafangey Parindey (Special appearance)
- 2010: Sukhmani
- 2012: Son of Sardaar
- 2012: Main Krishna Hoon
- 2013: Chashme Baddoor
- 2013: Hum Hai Raahi Car Ke
- 2014: The Hundred-Foot Journey
- 2014: Gulaab Gang